# Andrea Leadsom
Andrea Jacqueline Leadsom, née Salmon le 13 mai 1963 à Aylesbury dans le Buckinghamshire, est une financière et femme politique britannique, membre du Parti conservateur.

## Biographie
Issue d'un milieu familial bourgeois et rural, Andrea Leadsom étudie au Tonbridge Grammar School, avant de poursuivre ses études à l'université de Warwick, où elle est nommée B.A. (licenciée ès lettres). Elle effectue sa carrière professionnelle dans le secteur bancaire, notamment chez Barclays.
Élue députée de la circonscription de South Northamptonshire depuis 2010, elle est nommée secrétaire économique du Trésor au sein du gouvernement Cameron en avril 2014, avant de devenir ministre du département de l'Énergie et du Changement climatique en mai 2015.
Après avoir milité en faveur de la sortie de l'Union européenne lors du référendum de juin 2016 (bien qu'en 2013, elle jugeait qu'une telle idée pouvait causer des « conséquences économiques catastrophiques ») et après la démission du Premier ministre David Cameron, elle se porte candidate à l'élection à la direction du Parti conservateur. Elle reçoit le soutien de l'ancien maire de Londres Boris Johnson, un temps pressenti comme candidat et favori du scrutin. 
Elle se retrouve alors en compétition avec la secrétaire d'État à l'Intérieur, Theresa May, à la différence de laquelle elle n'a pas obtenu de portefeuilles ministériels d'importance. Lui est également reproché le fait d'avoir gonflé son CV lorsqu'elle travaillait dans la finance ; son frère et son époux sont aussi pointés du doigt pour une affaire d'optimisation fiscale. Elle renonce à sa candidature à la tête du Parti conservateur le 11 juillet 2016, ce qui permet à Theresa May de rester seule en lice et de l'emporter.
Le 14 juillet 2016, elle entre au premier gouvernement de Theresa May comme secrétaire d'État à l'Environnement, à l'Alimentation et aux Affaires rurales. À partir du 11 juin 2017, elle fait partie du deuxième gouvernement May en tant que leader de la Chambre des communes et lord président du Conseil. Elle démissionne le 22 mai 2019, mettant en doute l'accord de retrait proposé par Theresa May et la tenue éventuelle d'un second referendum sur la sortie de l'Union européenne du Royaume-Uni.
Candidate à l’élection à la direction du Parti conservateur de 2019, elle est éliminée au premier tour après avoir obtenu le vote de onze députés. Elle appelle à voter pour Boris Johnson.
Le 24 juillet 2019, elle intègre le gouvernement Johnson en qualité de Secrétaire d'État aux Affaires, à l'Énergie et à la Stratégie industrielle.

## Prises de position
Elle appartient au courant libéral du Parti conservateur. Elle considère le marché unique comme biaisé et voit l'avenir économique du pays dans sa relation avec les États-Unis. Elle souhaite abroger le droit des Européens de s'installer librement au Royaume-Uni, tout en garantissant le droit de ceux établis avant le 23 juin 2016 à rester. 
Sur le plan économique, elle proposait en 2012 « qu'il n'y ait absolument aucune règlementation du tout — pas de salaire minimum, pas de droit à un congé maternité ou paternité, pas de droits liés aux licenciements abusifs, pas de droit à la retraite — pour [les salariés des] plus petites entreprises qui tentent de se lancer, pour qu'elles aient une chance ». En 2016, elle précise que la législation européenne sur les droits des salariés serait toutefois préservée, au moins jusqu'en 2020.
Elle appartient par ailleurs à l'aile droite du parti concernant les sujets de société : elle s'est opposée au mariage homosexuel (adopté par le gouvernement conservateur en 2013), et estime que le mariage aurait dû être exclusivement « un service chrétien » entre un homme et une femme. Elle souhaite par ailleurs rétablir la chasse à courre des renards. En tant que ministre de l'Énergie, elle admet la réalité du changement climatique, mais s'est opposée aux subventions publiques pour les éoliennes, et soutient la fracturation hydraulique, qu'elle considère comme « sans danger »,, ce qui a vivement fait réagir plusieurs organisations de protection de l'environnement.